# Mashad

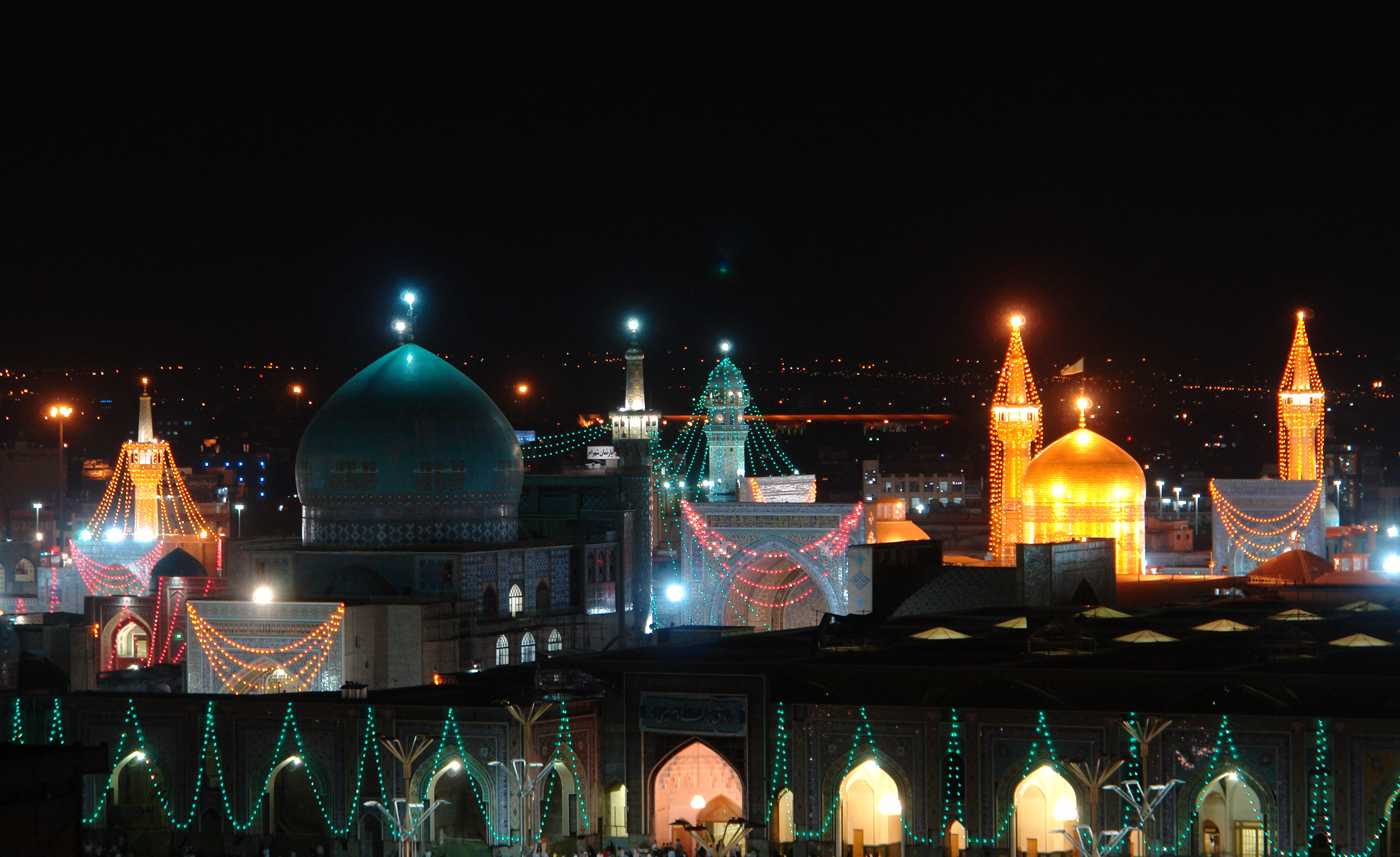
emam reza

Mashad (persa: مشهد, Mašhad; de l'àrab مشهد, Maxhad, literalment ‘santuari’, ‘tomba d'un màrtir’) és la segona ciutat més gran en població de l'Iran i una de les ciutats santes de l'islam. Es troba a 850 km a l'est de Teheran, al centre de la província de Khorasan Razavi (de la qual és capital), prop de l'Afganistan i el Turkmenistan. És capital d'un comtat que porta també el nom de Mashad. Té 2.427.316 habitants (2006) i té aeroport internacional. El carrer principal, Khiyaban (fundat per Abbas el Gran), divideix la ciutat en dues meitats. Prop de la ciutat corre el Kashaf Rud i el seu afluent Česhme-i Gilas (el riu que antigament donava aigua a Tus i desviat al segle xiv en direcció a Mashad per un canal de 74 km ordenat pel Shir Ali, visir del sultà Husayn ibn Mansur ibn Baykara conegut com a Husayn Mirza). La zona sagrada amb les tombes és anomenada Haram-i Sharif i col·loquialment el Bast (‘Lloc de Refugi’)
Mashad va ser la ciutat del poeta Ferdowsi, considerat el poeta èpic nacional iranià.

## Geografia i demografia

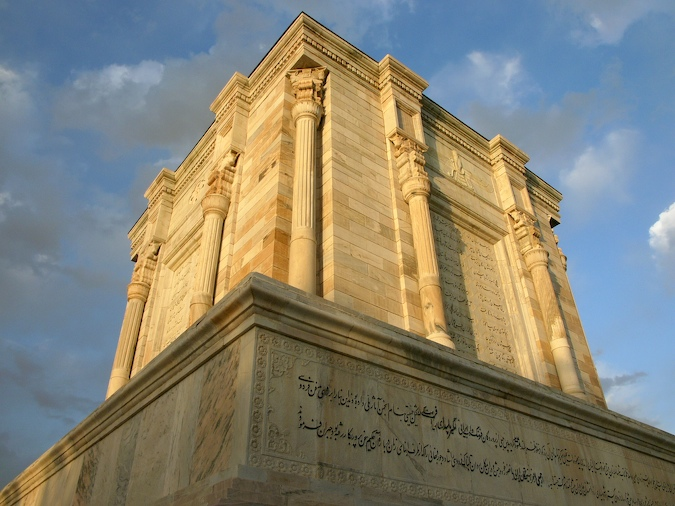
Tomba de Ferdowsi

La ciutat està en una vall del riu Kashaf, a 985 m d'altitud, entre les muntanyes de Binalood i Hezar-masjed. Pràcticament tots els habitants són iranians i és visitada cada any per uns 20 milions de pelegrins.

## Clima
| Paràmetres climàtics mitjans de Mashhad                               | Paràmetres climàtics mitjans de Mashhad | Paràmetres climàtics mitjans de Mashhad | Paràmetres climàtics mitjans de Mashhad | Paràmetres climàtics mitjans de Mashhad | Paràmetres climàtics mitjans de Mashhad | Paràmetres climàtics mitjans de Mashhad | Paràmetres climàtics mitjans de Mashhad | Paràmetres climàtics mitjans de Mashhad | Paràmetres climàtics mitjans de Mashhad | Paràmetres climàtics mitjans de Mashhad | Paràmetres climàtics mitjans de Mashhad | Paràmetres climàtics mitjans de Mashhad | Paràmetres climàtics mitjans de Mashhad |
| Mes                                                                   | Gen.                                    | Feb.                                    | Mar.                                    | Abr.                                    | Mai.                                    | Jun.                                    | Jul.                                    | Ago.                                    | Set.                                    | Oct.                                    | Nov.                                    | Des.                                    | Anual                                   |
| --------------------------------------------------------------------- | --------------------------------------- | --------------------------------------- | --------------------------------------- | --------------------------------------- | --------------------------------------- | --------------------------------------- | --------------------------------------- | --------------------------------------- | --------------------------------------- | --------------------------------------- | --------------------------------------- | --------------------------------------- | --------------------------------------- |
| Temperatura màxima registrada °C (°F)                                 | 24 (75,2)                               | 26 (78,8)                               | 32 (89,6)                               | 35,4 (95,7)                             | 39,2 (102,6)                            | 41,6 (106,9)                            | 43,8 (110,8)                            | 42,4 (108,3)                            | 42 (107,6)                              | 35,8 (96,4)                             | 29,4 (84,9)                             | 28,2 (82,8)                             | 43,8 (110,8)                            |
| Temperatura mínima registrada °C (°F)                                 | −27 (−16,6)                             | −28 (−18,4)                             | −13 (8,6)                               | −7 (19,4)                               | −1 (30,2)                               | 4 (39,2)                                | 10 (50)                                 | 5 (41)                                  | −1 (30,2)                               | −8 (17,6)                               | −16 (3,2)                               | −25 (−13)                               | −28 (−18,4)                             |
| Temperatura diària màxima °C (°F)                                     | 7,2 (45)                                | 9,2 (48,6)                              | 13,9 (57)                               | 20,8 (69,4)                             | 26,6 (79,9)                             | 32,2 (90)                               | 34,4 (93,9)                             | 33 (91,4)                               | 28,9 (84)                               | 22,3 (72,1)                             | 15,4 (59,7)                             | 9,7 (49,5)                              | 21,1 (70)                               |
| Temperatura diària mínima °C (°F)                                     | −3,8 (25,2)                             | −2,1 (28,2)                             | 2,6 (36,7)                              | 8,2 (46,8)                              | 12,2 (54)                               | 16,2 (61,2)                             | 18,5 (65,3)                             | 16,2 (61,2)                             | 11,5 (52,7)                             | 6,1 (43)                                | 1,7 (35,1)                              | −1,9 (28,6)                             | 7,1 (44,8)                              |
| Precipitació total mm (polzades)                                      | 33 (1,3)                                | 35,2 (1,4)                              | 55,6 (2,2)                              | 46,3 (1,8)                              | 27,6 (1,1)                              | 4,2 (0,2)                               | 1,1 (0)                                 | 0,8 (0)                                 | 1,7 (0,1)                               | 8,6 (0,3)                               | 15,4 (0,6)                              | 24,7 (1)                                | 255,2 (10)                              |
| Font: http://www.irimo.ir/farsi/drought/synopH/Mashhad.txt Agost 2010 |                                         |                                         |                                         |                                         |                                         |                                         |                                         |                                         |                                         |                                         |                                         |                                         |                                         |

## Història
Al segle ix era un poble petit de nom Sanabad (o Sanabadh) a 24 km de Tus, ciutat preislàmica de la que es pot considerar la continuadora. Tus era una ciutat i un districte, i el districte de Tus tenia dues ciutats principals, introduint la idea que Tus era una ciutat amb dos parts, Tabaran i Nukan, després considerats barris, però en realitat eren dos poblacions diferents. La primera, Tabaran era coneguda també com a Tus; la segona, Nukan estava propera però separada i segurament ocupava un lloc proper a la moderna Mashad i, per tant, propera a Sanabad. Les ruïnes de Tabaran-Tus estan situades a uns 25 km de Mashad. La població de Sanabadh es va fer famosa perquè quan Harun ar-Raixid anava en expedició contra Rafi ibn Layth revoltat a Transoxiana, es va posar malalt en aquest lloc i hi va morir el 24 de març del 809. Abans de morir va fer construir la seva tomba al jardí del castell.
El 818 es va allotjar uns dies al castell el califa al-Mamun. El seu fillol Ali al-Rida ibn Musa, hereu designat, l'acompanyava i de sobte va morir. La tomba d'Ali fou la que va portar a la població a esdevenir un centre de pelegrinatge. Va agafar el nom de Mashad que vol dir "Tomba d'un màrtir" o a vegades Mashad al-Ridawi (la tomba d'al-Rida) o Mashad mukaddas (Tomba Santa). La importància de Sanabadh va augmentar progressivament de manera inversament proporcional al descens de Tus. El nom de Nukan va aparèixer a les monedes fins a la primera meitat del segle xiv. A vegades se l'anomena també Mashad-i Tus (Tomba de Tus) o Nova Tus.
El 1037, per protegir la tomba dels gaznèvides, el governador del Khorasan va fer construir una muralla a la seva vora que el 1121 es va estendre a tota la ciutat. El 1161 fou ocupada pels oghuz i la van saquejar, però van respectar el santuari. Es creu que no va patir massa amb relació a les devastacions dels mongols el 1221, però després bandes mongoles van damnar la ciutat el 1296 en temps del sultà Ghazan. Ibn Battuta la va visitar el 1333.
El 1389 el governador mongol de Tus es volia fer independent i es va revoltar. Miran Shah el fill de Tamerlà, va marxar contra la ciutat per orde del seu pare i la va conquerir després de mesos de setge; fou saquejada i destruïda i deu mil habitants massacrats. Això fou un cop definitiu per Tus que va desaparèixer; els que van sobreviure es van establir a la vora de la tomba d'al-Rida. Sanabadh i Nukan que ja devien estar unides i eren conegudes com a Mashad va esdevenir la nova capital del districte. Xah Rukh, sultà timúrida, fou el gran benefactor junt amb la seva esposa Djawhar Shadh.
El 1506 va passar als safàvides però el 1507 els kan xibànida se'n va apoderar. El 1528 Tahmasp I la va recuperar i hi va construir unes muralles més fortes que van permetre rebutjar l'atac uzbek el 1535. El 1544 no obstant els uzbeks la van poder conquerir i van fer una massacre, però la van abandonar. El 1585 el príncep Abbas (després Abbas I el Gran) va residir a la ciutat fins a 1587 quan va pujar al tron. El 1589 el xibànida Abd-al-Mumin ibn Abd-Al·lah es va presentar davant la ciutat i la va assetjar; Mashad es va rendir després de quatre mesos; el saqueig fou sistemàtic i no va estalviar les tombes sagrades. Els uzbeks la van conservar gairebé 10 anys però Abbas la va recuperar el 1598 a la mort del kan a Samarcanda.
Tot i els atacs uzbeks, la prosperitat va arribar amb els safàvides. Ja des d'Ismail I les viles santes de Pèrsia van esdevenir objecte de la preocupació dels sobirans, especialment Mashad i Qom. El pelegrinatge a aquestes viles va esdevenir massiu. Tahmasp I i Abbas el Gran va destacar en les construccions a la ciutat.
Sota Tahmasp II, el 1722, els abdalis afganesos van envair el Khorasan i es va apoderar de Mashad; el 1726 els perses la van assetjar durant dos mesos i la van recuperar. Nadir Shah (1736-1747) la va erigir en capital i es va fer construir un mausoleu a la ciutat. A la seva mort l'imperi va esclatar; la part oriental de l'imperi amb quasi tot el Khorasan (excepte Nixapur) va quedar en mans d'Ahmad Shah Abdali (Durrani). Karim Khan Zand va intentar recuperar la regió el 1753, però després d'algunes conquestes inicials fou derrotat pels afganesos i Ahmad Sha va entrar a Mashad després d'un setge de vuit mesos. Ahmad va donar la regió en feu a l'afshàrida Xah Rukh, que hi fou confirmat també per Timur Shah, successor d'Ahmad Shah; tots dos emirs afganesos van encunyar moneda a la ciutat. El regnat de Xah Rukh, amb algunes interrupcions, va durar mig segle. Mort Timur Shah el 1792, Agha Muhammad Shah qadjar va aconseguir recuperar el Khorasan de mans de Xah Rukh ak que va fer matar (1705). Aga Muhammad va morir el 1796 i Nàdir Mirza ibn Xah Rukh (que havia fugit a Herat) va retornar a Mashad i va recuperar el poder. Un exèrcit qajar va assetjar la ciutat sense èxit. Finalment el 1803 Fath Ali Shah, després de mesos de setge, va poder recuperar Mashad.
A partir de 1825 el Khorasan va ser objecte de ràtzies dels turcmans. Per restablir l'orde el príncep hereu Abbas Mirza hi va anar amb un exèrcit i va establir a Mashad el seu quarter general. Va morir allí el 1833. Poc després al costum de designar un príncep reial com a governador del Khorasan resident a la ciutat que estava en vigor els darrers 80 anys es va ajuntar a l'acumulació del càrrec amb el de mutawalli-bashi (president-tresorer del santuari de l'imam). El 1847 es va revoltar Hasan Khan Salar, príncep qajar (cosí del xa Muhammad Shah Qadjar, 1834-1848) i governador del Khorasan; la rebel·lió va durar uns dos anys en els quals va resistir a les forces enviades contra ell de manera que al pujar al tron Nasir al-Din Shah (1848-1896) el Khorasan era pràcticament independent; però el 1849 els habitants de la ciutat, forçats per la fam, es van revoltar contra Salar i l'exèrcit reial d'Husam al-saltana va ocupar la ciutat.
El 1911 Yusuf Khan d'herat es va declarar independent a Mashad com a Muhammad Ali Shah, i va reunir un important grup de reaccionaris oposats a la revolució, i va mantenir l'agitació un cert temps. Això va donar excusa al russos per intervenir i el 29 de març de 1912 van bombardejar la ciutat; en aquest bombardeig van morir uns quants habitants i pelegrins; l'acció contra un santuari musulmà va provocar un gran xoc a tots els països islàmics. Yusuf Khan va acabar capturat pels perses i executat.
El 1935 va esclatar una revolta religiosa contra les modernitzacions de Reza Sha, iniciada per un ulema xiïta de Mashad que va denunciar aquests fets, junt amb la corrupció i les altes taxes al productes de consum; molts bazaris i gent de poble es va tancar al santuari cantant "El xa és un nou Yezid". Durant quatre dies la policia local va refusar violar el santuari i es van haver de portar tropes de l'Azerbaidjan que van entrar al santuari i van posar fi al moviment; dotzenes van morir i centenars van quedar ferits; això fou l'inici del trencament entre la dinastia i el clergat xiïta.
El 20 de juny de 1994 va esclatar una bomba en la sala de pregària del santuari, matant a 25 persones. Els Mujahedin del Poble des de l'Iraq van reclamar l'autoria i van declarar que commemorava la fundació del grup (el 20 de juny de 1981) però l'autoria real podria haver estat de clergues fanàtics sunnites del Pakistan del nucli que després fou al-Qaeda.

## Galeria

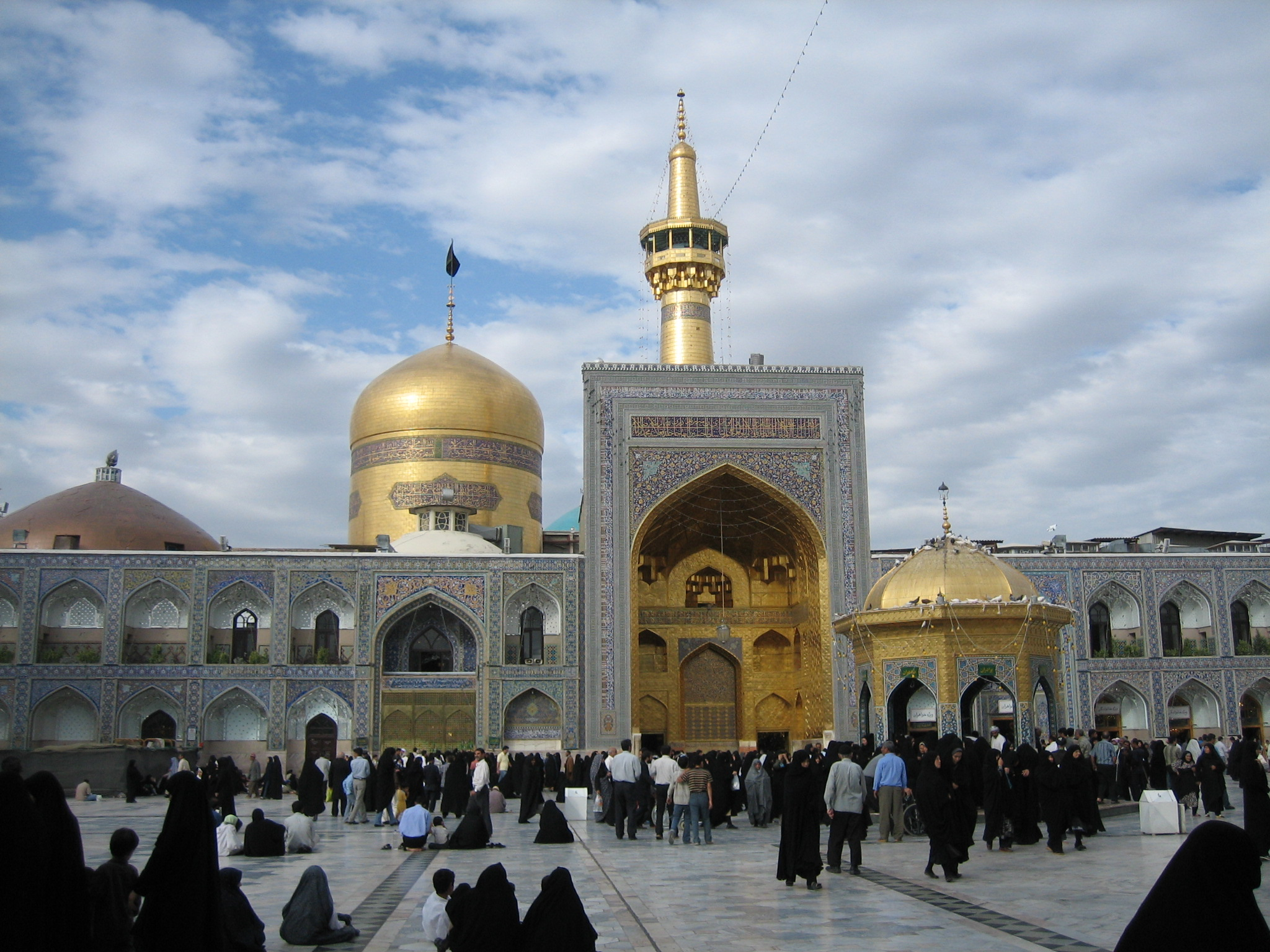
Imam Reza
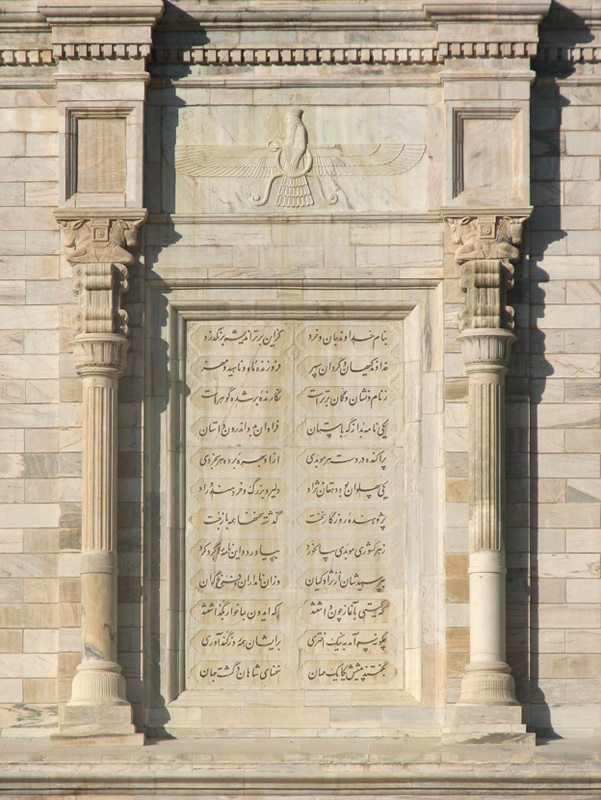
Mausoleu de Ferdowsi
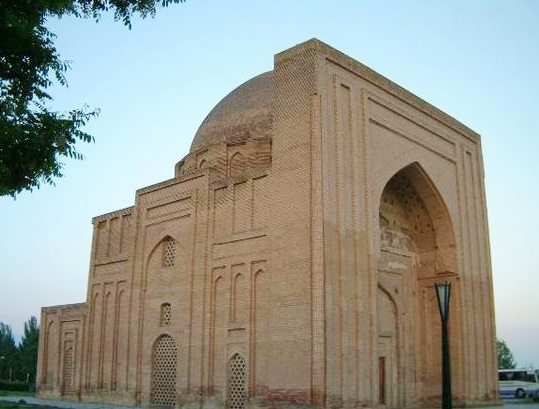
Haruniyeh
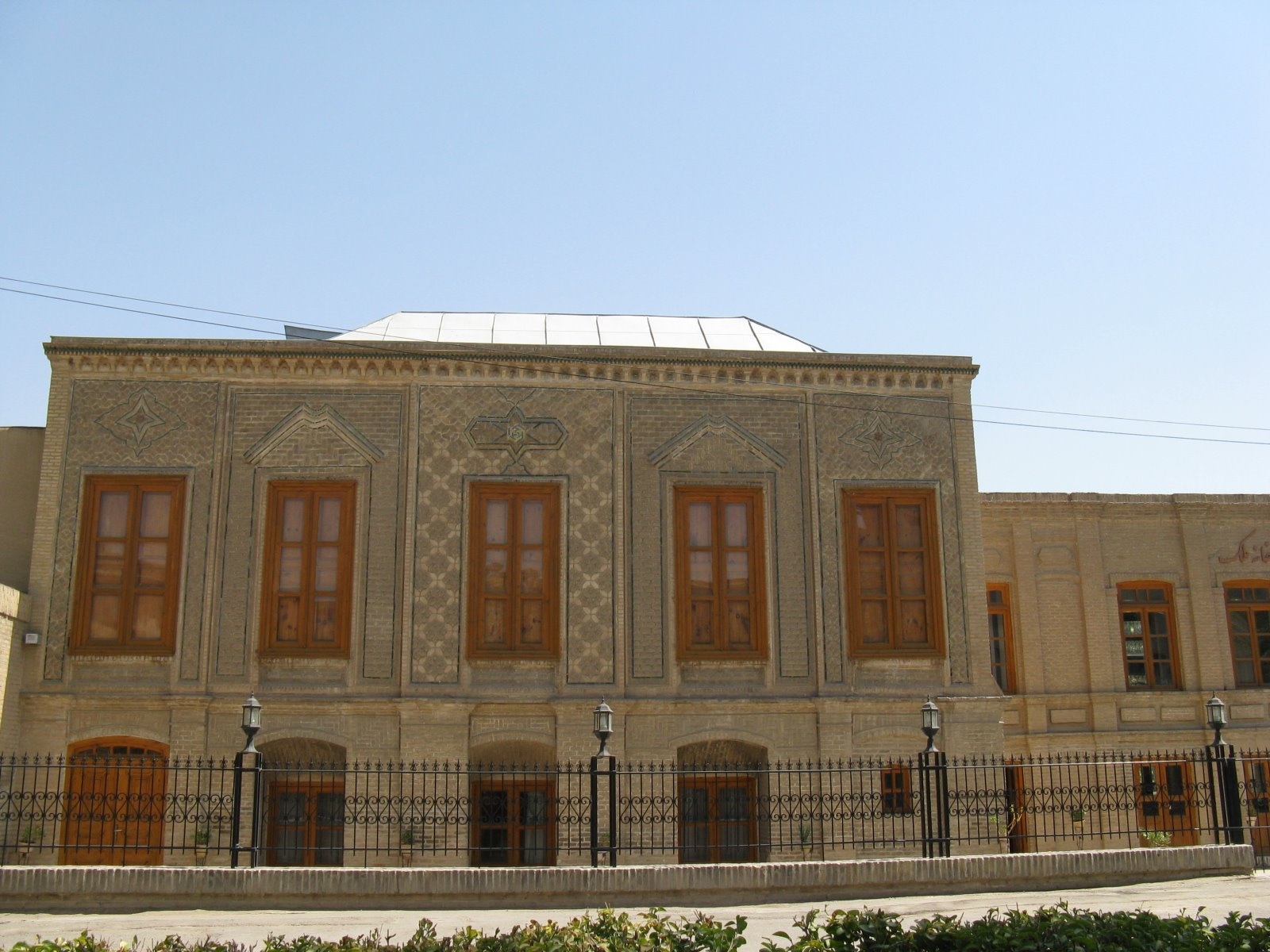
Casa de Malek
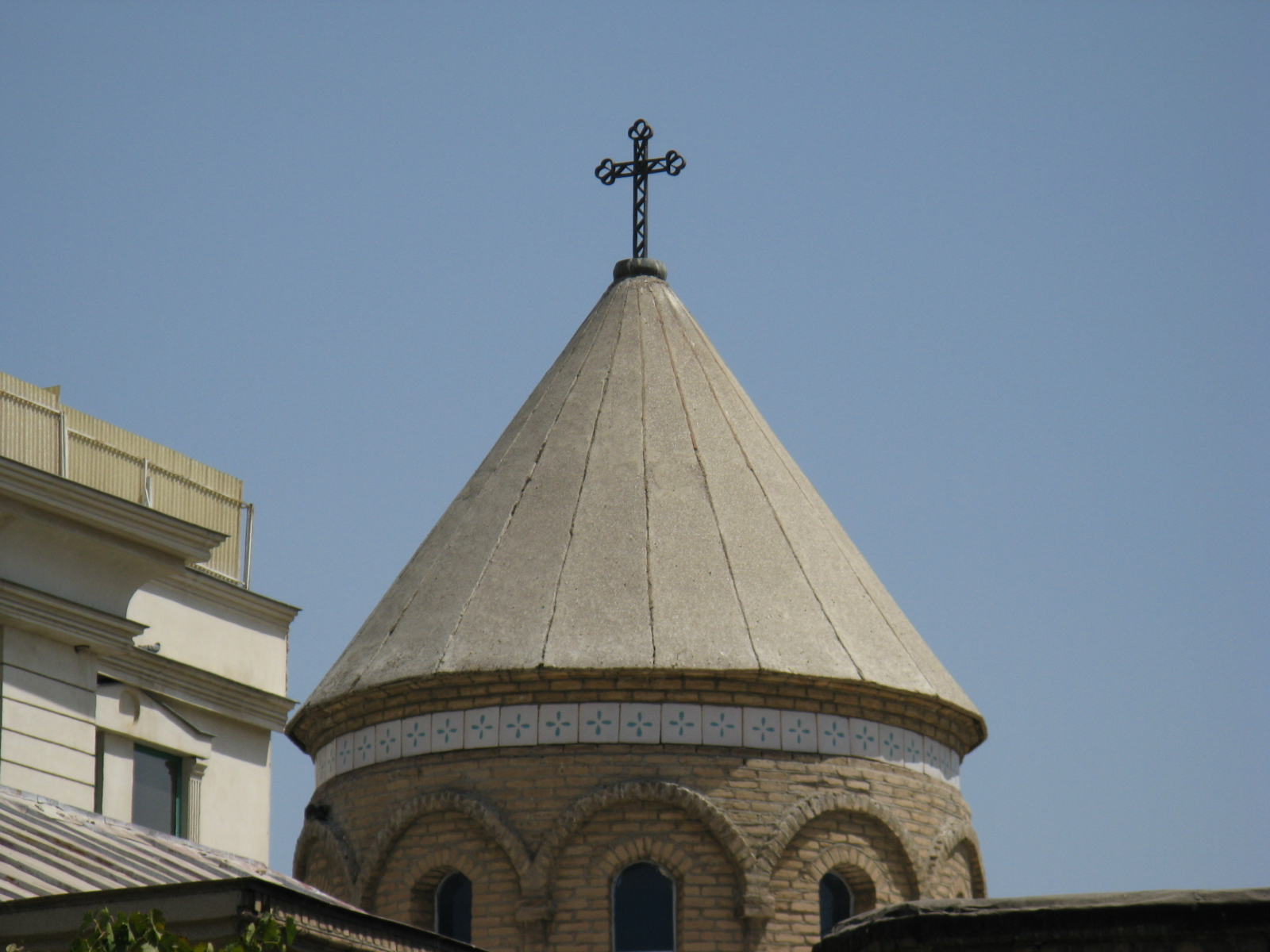
Església St. Mesrop
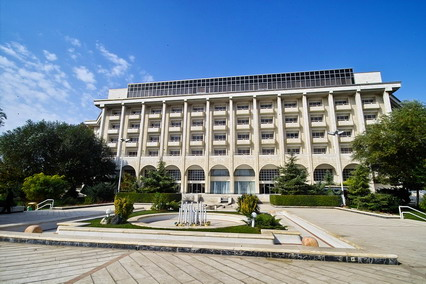
Hotel Homa
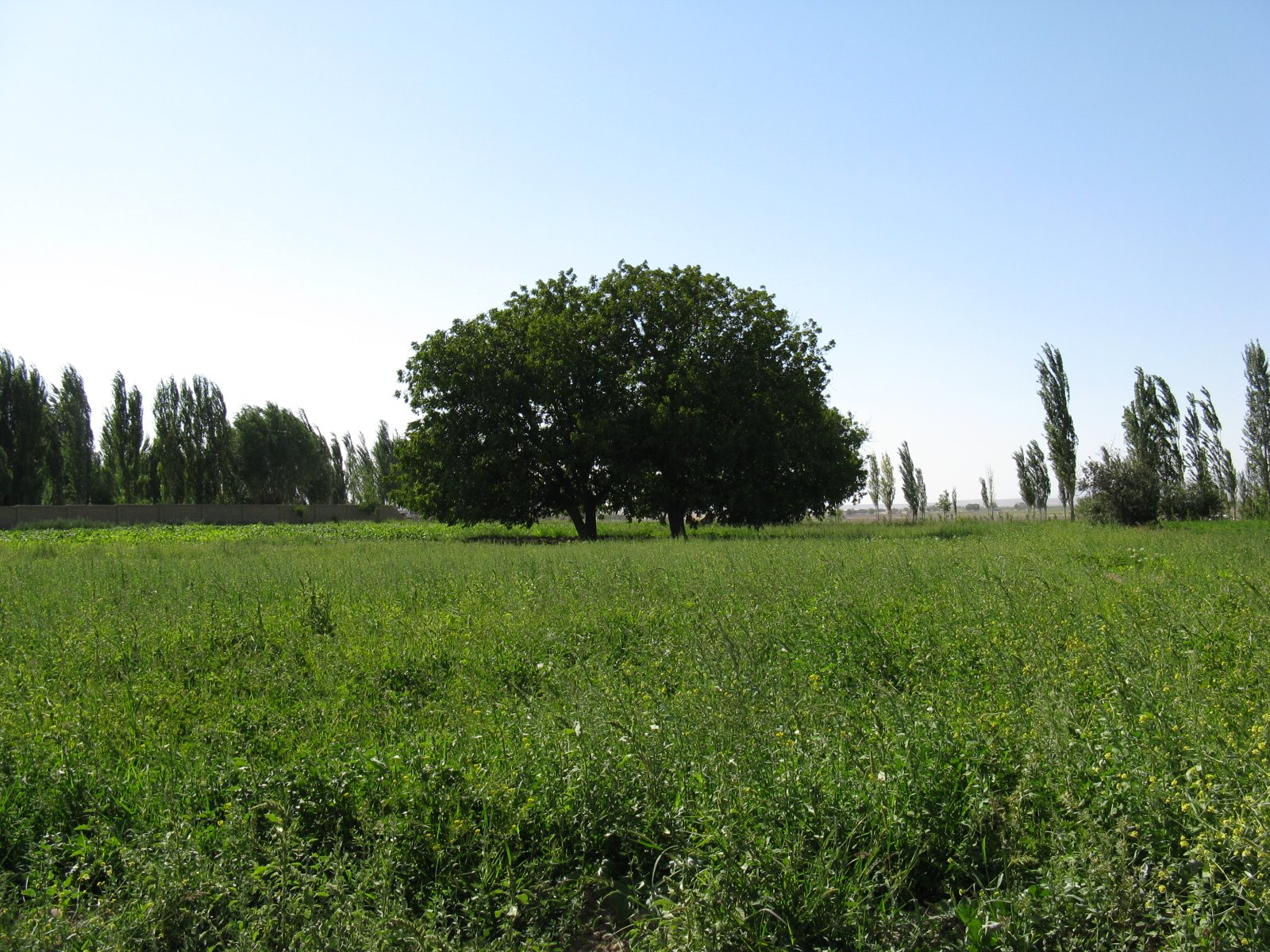
Mashad